# Луиза Каролина фон Хесен-Касел
Луиза Каролина фон Хесен-Касел (на немски: Luise Karoline Prinzessin von Hessen-Kassel; * 28 септември 1789, Готорп/Готорф, Шлезвиг, Дания; † 13 март 1867, Баленщет) от Дом Хесен, е принцеса от Хесен-Касел и чрез женитба херцогиня на Шлезвиг-Холщайн-Зондербург-Глюксбург. Тя е майка на Кристиан IX, крал на Дания (1863 – 1906).

## Произход
Тя е най-малката дъщеря на ландграф Карл фон Хесен-Касел (1744 – 1836), датски щатхалтер на херцогствата Шлезвиг и Холщайн, и съпругата му принцеса Луиза Датска (1750-1831), дъщеря на датския крал Фредерик V (1723 – 1766), крал на Дания и Норвегия (1746 – 1766), и първата му съпруга Луиза Британска (1724 – 1751), дъщеря на крал Джордж II от Великобритания и Ирладия (1683 – 1760) и маркграфиня Каролина фон Бранденбург-Ансбах (1683 – 1737). Баща ѝ е третият син на принц Фридрих II фон Хесен-Касел (1720 – 1785) и принцеса Мария фон Хановер (1723 – 1772), дъщеря на крал Джордж II от Великобритания. Най-голямата ѝ сестра Мария (1767 – 1852) е омъжена на 31 юли 1790 за братовчед си крал Фредерик VI от Дания.

## Фамилия
Луиза Каролина фон Хесен-Касел се омъжва на 26 януари 1810 г. в дворец Готорф за херцог Фридрих Вилхелм фон Шлезвиг-Холщайн-Зондербург-Глюксбург (* 4 януари 1785; † 17 февруари 1831), единственият син на херцог Фридрих Карл Лудвиг фон Шлезвиг-Холщайн-Зондербург-Бек (1757 – 1816) и графиня Фридерика фон Шлибен (1757 – 1827). Те имат десет деца:
- Луиза Мария фон Шлезвиг-Холщайн-Зондербург-Глюксбург (* 23 октомври 1810; † 11 май 1869), омъжена I. на 19 май 1837 г. за Фредерик фон Ласперг (* 1 декември 1796; † 9 май 1843), II. на 3 октомври 1846 г. за граф Алфред фон Хоентал (* 5 декември 1806; † 16 ноември 1860)
- Фридерика фон Шлезвиг-Холщайн-Зондербург-Глюксбург (* 9 октомври 1811, Готорф; † 10 юли 1902, Алексисбад), омъжена на 30 октомври 1834 г. в дворец Луизенлунд (или в дворец Готорф) в Шлезвиг за херцог Александер Карл фон Анхалт-Бернбург (* 2 март 1805; † 19 август 1863)
- Карл фон Шлезвиг-Холщайн-Зондербург-Глюксбург (* 30 септември 1813; † 24 октомври 1878), херцог (1831 – 1878), женен на 19 май 1838 г. в Копенхаген за принцеса Вилхелмина Датска (* 18 януари 1808, Кил; † 30 май 1891, Глюксбург), дъщеря на датския крал Фредерик VI
- Фридрих фон Шлезвиг-Холщайн-Зондербург-Глюксбург (* 23 октомври 1814; † 27 ноември 1885), херцог на Шлезвиг-Холщайн-Зондербург-Глюксбург, женен на 16 октомври 1841 г. в Бюкебург за принцеса Аделхайд фон Шаумбург-Липе (* 9 март 1821; † 30 юли 1899), дъщеря на княз Георг Вилхелм фон Шаумбург-Липе
- Вилхелм фон Шлезвиг-Холщайн-Зондербург-Глюксбург (* 10 април 1816; † 5 септември 1893), принц
- Кристиан IX (* 8 април 1818; † 29 януари 1906), крал на Дания (1863 – 1906), женен на 26 май 1842 г. в Копенхаген за принцеса Луиза фон Хесен-Касел (* 7 септември 1817; † 29 септември 1898), дъщеря на ландграф Вилхелм фон Хесен-Касел и принцеса Луиза Шарлота Датска
- Луиза фон Шлезвиг-Холщайн-Зондербург-Глюксбург (* 18 ноември 1820; † 30 ноември 1894), абатиса на Итцехое
- Юлиус фон Шлезвиг-Холщайн-Зондербург-Глюксбург (* 14 октомври 1824; † 1 юни 1903), принц, женен на 2 юли 1883 г. (морг.) за графиня Елизабет фон Цигезар, от 1887 г. графиня фон Роест (* 18 юни 1856; † 20 ноември 1887)
- Йохан фон Шлезвиг-Холщайн-Зондербург-Глюксбург (* 5 декември 1825; † 27 май 1911), принц
- Николаус фон Шлезвиг-Холщайн-Зондербург-Глюксбург (* 22 декември 1828; † 18 август 1849), принц

- Луиза Мария
- Фридерика Каролина
- Карл
- Фридрих
- Вилхелм
- Кристиан IX Датски
- Луиза, абатиса на Итцехое
- Юлиус
- Йохан
- Николаус